# Kerkhof van Les Hemmes de Marck
Het Kerkhof van Les Hemmes de Marck is een gemeentelijke begraafplaats in Les Hemmes de Marck, een gehucht in de Franse gemeente Marck in het departement Pas-de-Calais. Het kerkhof ligt bij de Église Saint-Joseph.

## Britse oorlogsgraven
Op het kerkhof bevinden zich zeven Britse oorlogsgraven uit de Tweede Wereldoorlog. Twee van de graven zijn niet geïdentificeerd. De gesneuvelden vielen eind mei 1940, tijdens de geallieerde evacuatie uit Duinkerke.
De graven worden onderhouden door de  Commonwealth War Graves Commission, die de begraafplaats heeft ingeschreven als Marck (Les Hemmes) Churchyard.